# Josef Baumgartner (Politiker, 1809)
Josef Baumgartner (* 8. März 1809 in Reichenfels; † 17. August 1880 in St. Peter im Lavanttal) war ein österreichischer Landwirt und Politiker.

## Leben
Baumgartner war der Sohn des Landwirts und Besitzers der Baumgartnerhube in Reichenfels, Bartholomäus Baumgartner und dessen Ehefrau Kunigunde geborene Hochegger. Er war römisch-katholischer Konfession und heiratete am  31. Juli 1837 in erster Ehe Elisabeth Kugi verwitwete Schmerlaib (* 1798; † 31. Dezember 1846). Aus der Ehe gingen eine Tochter und ein Sohn hervor. Am 7. Februar 1848 heiratete er in zweiter Ehe Magdalena Wiltschi (* 20. Juli 1826). Aus dieser Ehe gingen fünf Söhne und drei Töchter hervor.
Er lebte als Landwirt vulgo Offner in St. Peter im Lavanttal. Vom 17. Juli 1848 bis zum 4. März 1849 war er Abgeordneter im Provisorischen Kärntner Landtag. 